# Gerbrand Adriaensz. Bredero

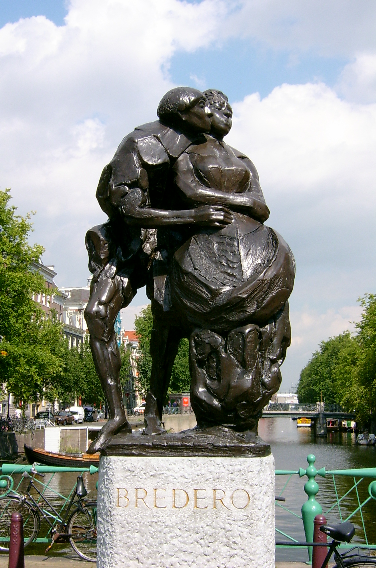
Monument voor Bredero in Amsterdam

Gerbrand Adriaenszoon Bredero (Amsterdam, 16 maart 1585 – aldaar, 23 augustus 1618) was een Nederlands dichter, toneelschrijver en rederijker, niet van hooggecultiveerde renaissanceliteratuur, maar van een volkse dichtkunst. Zijn belangrijkste werk is het blijspel Spaanschen Brabander uit 1617, 'het hoogtepunt van de Nederlandse blijspelkunst in de gouden eeuw'.
De veelbegaafde Bredero was zowel schilder, als schrijver van toneel en lyriek. Er zijn geen gesigneerde schilderijen van hem bewaard gebleven. Zijn toneelwerk beslaat drie genres: kluchten, blijspelen en tragikomedies. Zijn bekendste klucht is De klucht van de koe uit 1612. Als lyricus is hij vooral bekend van het in 1622 postuum verschenen Groot Liedboeck. Hoewel hij ook enkele geslaagde sonnetten schreef, had hij vooral aanleg voor het traditionele lied. Ook lagen oude versvormen hem beter dan de alexandrijn. Volgens de redacteur van Bredero's verzamelde werken Garmt Stuiveling bereikt Bredero in zijn meest geslaagde poëzie 'een natuurlijkheid, een echtheid, een directheid, waarbij Hooft als gekunsteld en Vondel als pathetisch aandoet'.

## Leven
Gerbrand Adriaenszoon Bredero werd op 16 maart 1585 in Amsterdam geboren als het derde van twaalf kinderen van Adriaen Cornelisz. Bredero en Maryghen Gerbrandsd.
De naam Bredero is afkomstig van een uithangbord of gevelsteen met het portret van de geuzenjonker Hendrik van Brederode (1531-1568). Bredero's vader was schoenmaker in goeden doen, tevens kapitein bij de schutterij. Later werd hij belastingpachter en kon hij zich een kleine kunstverzameling veroorloven.
Bredero's geboortehuis stond aan de Nes, die destijds de Gansoort genoemd werd. Naast deze woning kwam de rederijkerskamer d'Eglantier samen. In 1602 verhuisde het gezin naar de Oudezijds Voorburgwal bij de Varkenssluis, waar Bredero zijn verdere leven doorbracht.
Bredero werd goed genoeg onderwezen om het Frans machtig te zijn en volgde een schildersopleiding bij de kunstschilder François Badens, maar door Bredero gesigneerde schilderijen zijn niet overgeleverd. Rond zijn twintigste jaar moet hij onder meer met leden van d'Eglantier zijn omgegaan. Vanaf 1611 was hij belangrijk als toneelschrijver.
Bredero droeg Rodd'rick ende Alphonsus op aan Hugo de Groot. Ook was hij bevriend met P.C. Hooft en Samuel Coster, welke laatste hij volgde toen die in 1617 na onenigheid bij d'Eglantier de Nederduytsche Academie oprichtte.
De vrouwen die in het leven van de ongetrouwde Bredero een rol speelden waren de dichteres Maria Tesselschade Visscher en in de winter van 1617-1618 de 19-jarige Magdalena Stockmans, die in juni 1618 met de twintig jaar oudere Antwerpse koopman Isaac van der Voort trouwde en in Napels ging wonen. Voor haar schreef Bredero het gedicht Oogen vol maiesteit, dat hij haar nastuurde.
In december 1617 zakte Bredero door het ijs toen hij per slee terugkeerde van een begrafenis in Haarlem, maar hij lijkt hiervan geen gevolgen te hebben ondervonden: 1618 was voor hem een productief jaar. Hij overleed vrij plotseling, op 23 augustus 1618 in Amsterdam, vlak voor op 29 augustus de arrestaties van Johan van Oldenbarnevelt en Hugo de Groot plaatsvonden. Volgens een aantekening van zijn vader is hij begraven 'In der Heyliger Stede' (Kalverstraat). Het enige portret dat van de dichter bekend is, is een gravure die pas na zijn dood gemaakt werd.
De kluchten van Bredero (met name De klucht van de koe en De Klucht van den Molenaer) zijn nog relatief bekend bij het publiek, waar deze werken soms nog opgevoerd worden, vooral op scholen en soms ook door toneelgroepen (o.a. Theatergezelschap De Kale en toneelstichting Leydse KluchtenCompagnie).
In 2018 publiceerde literatuurhistoricus René van Stipriaan een nieuwe biografie van Bredero, waarin hij zelfmoord de waarschijnlijke doodsoorzaak van Bredero noemt. Een onbeantwoorde liefde zou depressiviteit ten gevolge hebben gehad die hem tot de wanhoopsdaad bracht. Dit werk werd bekroond met de Gerrit Komrij-prijs 2018.

## Werk
Bredero's literaire oeuvre bestaat uit lyriek en toneelstukken. Verschillende liedboeken verschenen tijdens zijn leven en in 1622 verscheen bij de uitgever Cornelis Lodewijcksz vander Plasse een volledige editie, het Groot Liedboeck, dat is ingedeeld in een Boertigh liedt-boeck, een Groote bron der minnen en een Aendachtigh liedt-boeck. Deze indeling lijkt op het sotte, het amoureuse en het vroede van de rederijkers. Het boertige gedeelte bestaat uit uitbeeldingen van kluchtige levensverhoudingen in kleurige volkstaal die volgens Stuiveling 'verwant is aan befaamde genreschilders als Adriaen Brouwer, Van Ostade en Jan Steen'. De afdelingen met liefdesliederen bevat de meest persoonlijke gedichten en de slotafdeling bestaat uit 'vrome, ernstige teksten, soms getuigend van inkeer en berouw'.
Naar later bleek, zijn sommige liederen bewerkingen van Franse modellen, maar 'dat neemt niets weg van Bredero's eigen toon, waar zijn wild, kwetsbaar, ongeneeslijk gekwetste hart zich onmiddellijk uitspreekt'.
Het toneeloeuvre kent eveneens drie genres, namelijk kluchten, blijspelen en tragikomedies. Bredero blonk uit in de klucht, vooral De klucht van de koe uit 1612 munt uit 'door karakteruitbeelding, sprankelend leven, volkse humor en een feilloze, snelle rechtlijnige constructie'. In deze klucht wordt de koe gestolen van een boer die zo dom is dat de dief de boer zelf de koe weer voor hem laat verkopen. Deze klucht wordt in erotische vrijpostigheid overtroffen door De Klucht van den Molenaer uit 1613. Het blijspel Moortje uit 1615 (in druk verschenen in 1617) is gebaseerd op de Eunuchus van Terentius, die Bredero overzette naar Amsterdam en zozeer uitbreidde met eigen vondsten dat een dubbele omvang bereikt werd. Toch overtrof Bredero dit blijspel met De Spaanschen Brabander Jerolimo uit 1617, waarvoor hij de stof ontleende aan enkele hoofdstukken uit de Spaanse schelmenroman Lazarillo de Tormes van Diego Hurtado de Mendoza, waarvan sinds 1609 een Nederlandse vertaling bestond.
Onder de boertige oppervlakte van een ogenschijnlijk vrolijk werk als Kluchtig Boerengezelschap huivert een donkere toon.

## Bibliografie

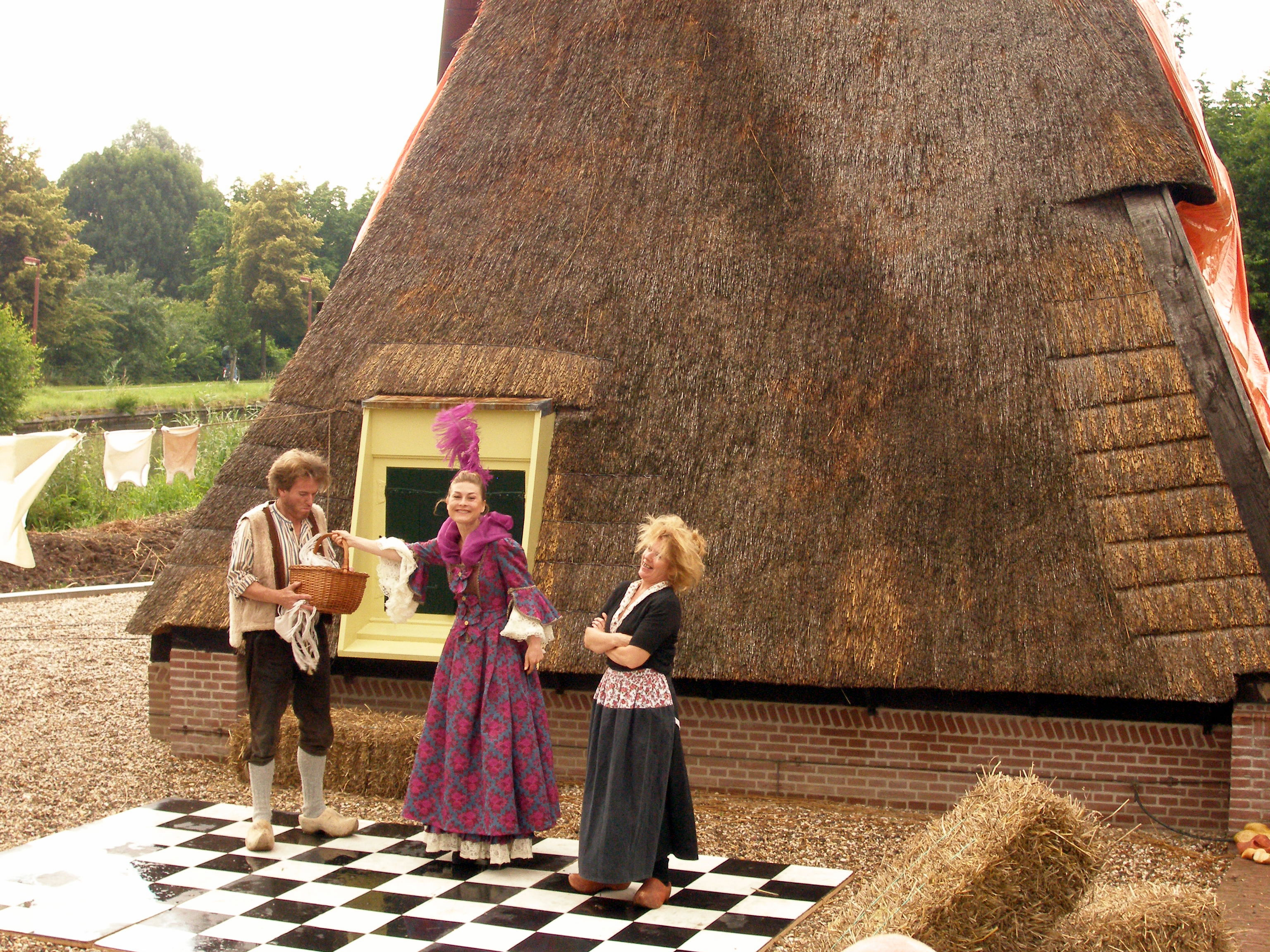
Theatergezelschap De Kale speelt De Klucht van den Molenaer op locatie

### Treurspelen
- Battaefsche vrienden-spieghel: Wt Levender Ionste[a] (1615)
- G. A. Brderoos (sic) Treur-spel van Rodd'rick ende Alphonsus, op de reghel: De vrunden mogen kyven, maar moeten vrunden blyven[b] (1616)
- G. A. Brederoos Griane, op zyn spreuck Het kan verkeeren, eerst ghespeelt 't Amstelredam Sondaghs voor kermis, 't jaer 1612. doch gedruckt vier jaren na dat 'tgespeelt is[c] (1616)
- G. A. Brederoos over-gesette Lvcelle[d] (1616)
- G. A. Brederoods Stommen ridder, ghespeelt op de Nederduytsche Academie in't jaar ons Heeren 1618[e] (1619)
- G.A. Brederoods Angeniet, Vertoont op d'Oude Kamer In Liefd' Bloeijende, den xxij. October, 1623. in Amstelredam[f] (1623) (onvoltooid, de twee laatste bedrijven zijn van Jan Jansz. Starter)

### Kluchten
- Klucht van G.A. Bredero ghenaemt den molenaer[g] (1613)
- De klucht van de koe (1612)[5]
- G.A. Brederoos Klucht, van Symen sonder soeticheyt (1619)[h]
- G. A. Brederoods Klucht vanden hoogdvytschen quacksalver[i] (1619)

### Blijspelen
- G.A. Brederoos Moortje, waar in hy Terentii Eunuchum heeft naeghevolght[j] (1617)
- G. A. Brederoods Spaanschen Brabander Ierolimo ...[k][l] (1618)

### Gedichten
- Tragische Historien (1612) (met hierin twee gedichten en een vertaald gedicht van Bredero)
- Apollo of Ghesangh der Musen, wiens lieflijcke stemmen merendeels in vrolijcke en eerlijcke gheselschappen werden ghesonghen[m] (1615)
- Lijck-dichten over 't afsterven des aerdighen ende vermaerden poëets Garbrant Adriaensz, Brederode[n] (1618)
- Bruylofts-dicht, ter eeren den erentfesten ende achtbaren Pieter Benoyt in echt verzaemt met de deucht-rijcke Anna de Marees in 't iaer 1618. den den 9. Ianuarij[o] (1618)
- G.A. Brederoos Lof-dicht van ryckdom en armoede[p] (1620)
- Geestigh liedt-boecxken[q] (1621). Bevat: Pag. 1-130: Geestigh Liedt-Boecxken; 131-227: Kleyne Bron der Minne; 229-264: Aendachtighe Nieuwe Liedekens
- Boertigh, Amoreus en Aendachtigh Groot Liedboeck[r] (1622)

### Ander werk
- t Gheslacht, de gheboort, plaets, tijdt, leven, ende wercken van Karel van Mander, schilder ende poët; mitsgaders zyn overlyden, ende begraeffenis, den 11. september, A . 1606 t'Amsterdam[s] (1624)

## Vernoemd naar Bredero
Verschillende scholen in Nederland zijn naar Bredero genoemd, o.a. in Amsterdam, Breda en Groningen.

## Uitgaven van of met werk van Bredero
- J. ten Brink e.a. (ed.), De werken van G.A. Bredero, 3 dln. (1890)
- J.A.N. Knuttel (ed.), De werken van G.A. Bredero, 3 dln. (1921-1929)
- A.A. van Rijnbach (ed.), De kluchten (1924)
- F.R. Coers Fzn. (ed.), 'Liederen van B.', in Liederen van Groot-Nederland (1933)
- A.A. van Rijnbach, Groot lied-boeck (1944)
- C.H.A. Kruyskamp (ed.), Rodd'rick ende Alphonsus (1968)
- Jo Daan (ed.), Kluchten (1971)
- C.A. Zaalberg (ed.), Lucelle (1972)
- C.H.A. Kruyskamp, Stommen ridder (1973)
- F. Veenstra, Griane (1973)
- C.F.P. Stutterheim (ed.), Spaanschen Brabander (1974)
- B.C. Damsteegt (ed.), Het daget uyt den Oosten (1976)
- C.H.A. Kruyskamp (ed.), Kluchten (1976)
- E.K. Grootes (ed.), Schyn-heyligh (1979)
- A. Keersmaekers (ed.), Toneelspelen (1979)
- F.H. Matter, G. Stuiveling e.a. (ed.), Groot lied-boeck, 3 dln. (1979-1983)
- A. Keersmaekers (ed.), Vertaalde gedichten (1981)
- P.E.L. Verkuyl (ed.), Angeniet (1982)
- B.C. Damsteegt (ed.), Moortje (1984)
- H. Adema (ed.), De klucht van de koe: tekst en vertaling (1985) ISBN 90-6620-026-X
- H. Adema (e.a.), De klucht van de meulenaer: tekst en vertaling (1993) ISBN 90-6620-503-2
- A.M. de Jong heeft een roman over zijn leven geschreven: De dolle vaandrig, ISBN 90-6010-367-X

## Lijfspreuk

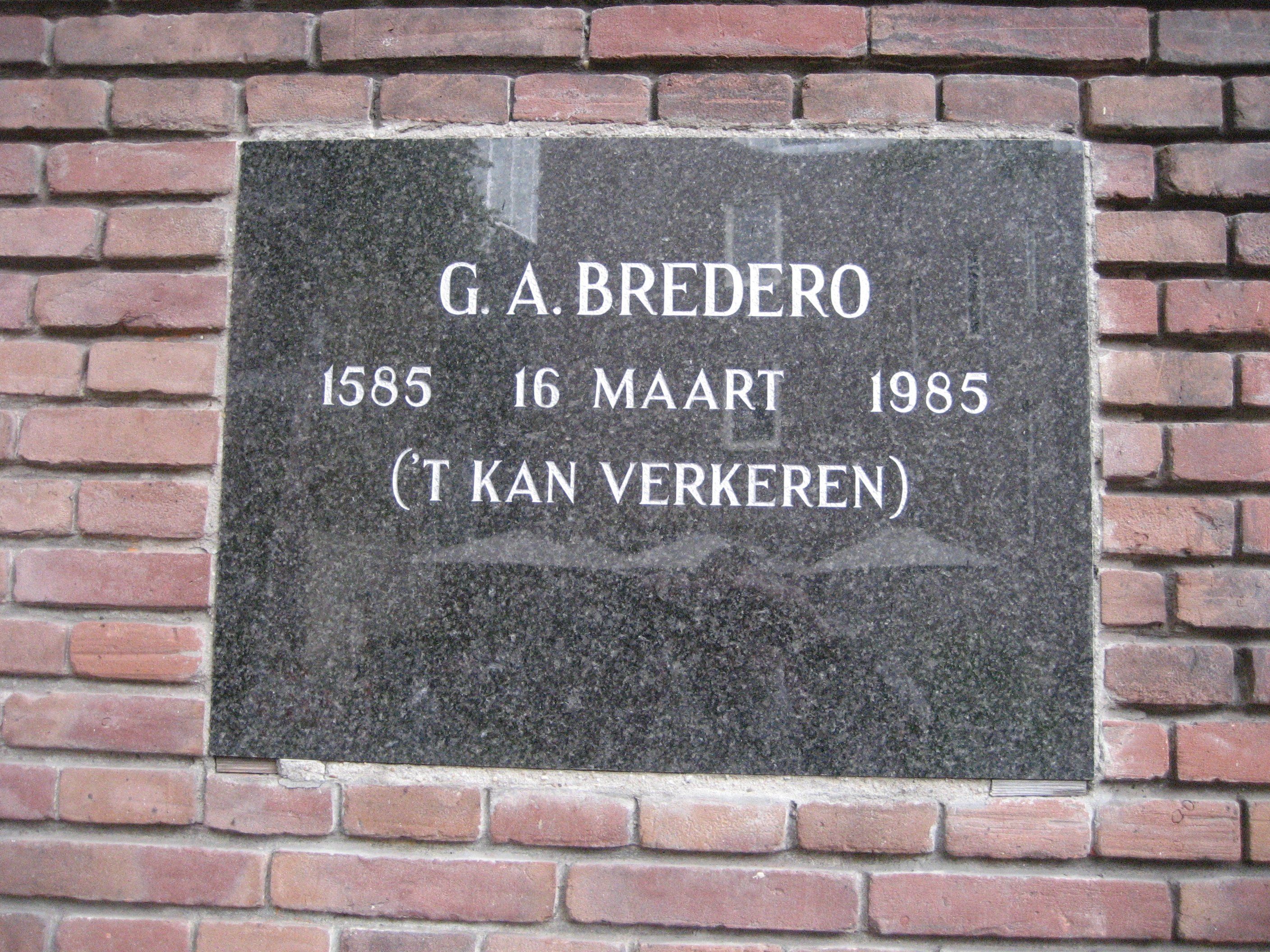
Gevelsteen in Amsterdam met Bredero's lijfspreuk (2014)

't Kan verkeren was de lijfspreuk van Bredero. Dit is dan ook toegepast in de meeste van zijn gedichten. Bijvoorbeeld in zijn beroemde gedicht Boeren-geselschap: daar begint alles op heel vrolijke toon, maar het gedicht eindigt met een vechtpartij. De lijfspreuk werd ook vermeld op een gedenksteen die te vinden is op het pleintje binnen de straat Nes waar in 1985 een festival werd gehouden waarbij 600 acteurs betrokken waren. Burgemeester Ed van Thijn onthulde de steen in maart 1985, die hem omschreef als vroege chroniqueur van de stad. Daarnaast had Bredero nog een devies, namelijk Al siet men de lui – men kent se niet.